# 2021 FNS歌謡祭
『2021 FNS歌謡祭』（2021 エフエヌエスかようさい）は、フジテレビ系列で2021年12月1日 18:30 - 23:28（JST）・12月8日 18:30 - 23:03（JST）に生放送された通算50回目の『FNS歌謡祭』である。

## 概要
2021年10月6日放送の『2021 FNS歌謡祭 秋』の番組終盤にテロップで本年の『FNS歌謡祭』の放送が発表され、同年11月11日にフジテレビから番組の司会者と放送日時が発表された。総合司会は前年の『2020 FNS歌謡祭』に引き続き、活動休止中の嵐の相葉雅紀と当時フジテレビアナウンサーの永島優美が担当した。
2015年 - 2020年に引き続き、7年連続で本年も当番組では2DAYS・2週連続として2回に分けて生放送された。今回は前年に引き続き、第1夜・第2夜共に開始時間が18:30開始だが、第2夜の終了時間は15分拡大して23:03となった。また、第2夜の放送時間は過去最長となった。第1夜は12月1日 18:30 - 23:28（JST）に、第2夜は12月8日 18:30 - 23:03（JST）に生放送された。本年はそれぞれ4時間58分と4時間33分（2週合計9時間31分）の大長編となった。
本年も前年に引き続き、番組全体は生放送だが大半のアーティストを事前収録での出演にして放送された。また、第1夜・第2夜共に会場はフジテレビ本社「FCGビル」だが、例年のようにグランドプリンスホテル新高輪「飛天」のスタジオセットを使用した。
第2夜ではTwitterの裏生配信企画として、今夏放送の『2021 FNS歌謡祭 夏』でも行われた同局のバラエティ番組『久保みねヒャダこじらせナイト』との連動企画で、同番組にレギュラー出演している久保ミツロウ・能町みね子・ヒャダインが当番組をツマミに酒飲みトークが実施された。また、一部の出演アーティストもゲスト出演した。尚、当番組で放送される本麒麟のCMの一環として放送された。
12月1日（第1夜）の平均視聴率は第1部（18:30 - 19:00）が7.5%、第2部（19:00 - 23:00）が10.9%、第3部（23:00 - 23:28）が7.4%だった。また、瞬間最高視聴率は21:57・21:58・21:59（JST）、LA DIVAが中島みゆきの名曲「時代」を披露しているシーンで、13.6%だった（いずれもビデオリサーチ調べ、関東地区・世帯・リアルタイム）。
12月8日（第2夜）の平均視聴率は第1部（18:30 - 19:00）が6.5%、第2部（19:00 - 23:03）が9.0%だった（いずれもビデオリサーチ調べ、関東地区・世帯・リアルタイム）。

## 当日のステージ

### 第1夜
トップバッターでは、当番組初出演となる岡本知高が初めて担当して同局での中継される際に使用されている『全日本フィギュアスケート選手権』のテーマ曲を披露した。大トリでは、2016年の第2夜以来の5年ぶりとなるKinKi Kidsが担当して「硝子の少年」を含めたデビュー25周年直前メドレーの最後の曲として「愛のかたまり」を披露した。尚、2015年以降の2夜に渡って放送される『FNS歌謡祭』で第1夜・第2夜のどちらでも大トリを担当した経験がある出演アーティストはKinKi Kidsのみである（2022年時点）。
ウマ娘 プリティーダービーは、大井競馬場で歌唱した。これが東京メガイルミのコラボレーションイベントの開催決定に繋がったとされている。
第1夜のステージの最多出演者はEXILE/三代目 J SOUL BROTHERS from EXILE TRIBEのNAOTO・小林直己・岩田剛典であり、5曲に参加していた。
第1夜では主に番組の前半と後半も含めて、番組恒例のクリスマスソングメドレー特集と次世代に歌い継ぎたい名曲特集が出演アーティストによる本家歌唱・カバー・コラボレーションで番組の随所で行われた。
生出演したのは司会の相葉と永島アナ、出演アーティストのEXILE、上白石萌音、関ジャニ∞、KinKi Kids、三代目 J SOUL BROTHERS、Sexy Zone、なにわ男子、VS魂のみであり、それ以外の出演アーティストは全て事前収録での出演だった。
第1夜では、ジャニーズ事務所からはKinKi Kids、関ジャニ∞、Sexy Zone、京本大我、なにわ男子の5組が出演した。また、ゲスト出演として俳優の生田斗真と番組ユニットとして『VS魂』のレギュラーメンバー6人（下記参照）も出演した。
出演アーティストは全50組で、全63曲中20曲がコラボレーション（共演）で披露された。

### 第2夜
トップバッターでは、WANIMAと関ジャニ∞の安田章大のコラボレーションで「ともに」を披露した。尚、WANIMAは初めて担当で安田はソロでは初めて担当となる。大トリでは、サザンオールスターズの桑田佳祐が冬の『FNS歌謡祭』では初めて担当して「SMILE〜晴れ渡る空のように〜」を含めたスペシャルメドレーの最後の曲として「Soulコブラツイスト〜魂の悶絶」を披露した。
第2夜のステージの最多出演者はミュージカル『マイ・フェア・レディ』カンパニー（下記参照）であり、5曲に参加していた。
第2夜では主に番組の前半と後半も含めて、番組恒例のミュージカル特集とフジテレビ系列の番組テーマ曲特集が番組の随所で行われた。
生出演したのは司会の相葉と永島アナ、出演アーティストのAKB48、上白石萌音、木村弓、Creepy Nuts、斉藤由貴、3時のヒロイン、SixTONES、東京スカパラダイスオーケストラ、中川晃教、乃木坂46、平手友梨奈、Hey! Say! JUMP、ミュージカル『刀剣乱舞』、ムロツヨシ、山崎育三郎、優里、Liella!のみであり、それ以外の出演アーティストは全て事前収録での出演だった。
第2夜では、ジャニーズ事務所からは安田章大、KAT-TUN、Hey! Say! JUMP、A.B.C-Z、ジャニーズWEST、SixTONESの6組が出演した。
出演アーティストは全51組で、全56曲中14曲がコラボレーション（共演）で披露された。

### 全体（第1夜・第2夜）
あいみょん、生田斗真、ウマ娘 プリティーダービー、浦井健治、江口洋介、岡本知高、小澤征悦、加藤礼愛&北本莉斗、木村弓、Creepy Nuts、斎藤瑠希、笹本玲奈、3時のヒロイン、スピッツ、sumika、Da-iCE、TOMORROW X TOGETHER、所ジョージ、中井貴一、なにわ男子、VS魂、マツコ・デラックス、ミッツ・マングローブ、milet、ムロツヨシ、森口博子、矢野顕子、矢部浩之、YOASOBI、優里、緑黄色社会、Liella!、渡辺美里の32組のアーティストが『FNS歌謡祭』に初出演した。
第1夜・第2夜のどちらにも出演したアーティストは上白石萌音、木梨憲武、京本大我、白濱亜嵐、関口メンディー、新妻聖子、平原綾香、藤井流星、安田章大、山崎育三郎の10組。
第1夜・第2夜合わせて、出演アーティストは98組・披露された楽曲は119曲・披露されたコラボレーション（共演）は34共演となった。
第1夜・第2夜合わせたステージの最多出演者は木梨憲武であり、それぞれ計4曲に参加していた。
桑田佳祐は2007年以来の14年ぶり、斉藤由貴・氷川きよしは2013年以来の8年ぶり、T.M.Revolutionは2017年以来の4年ぶり、上白石萌音・SEKAI NO OWARI・ももいろクローバーZ・WANIMAは2018年以来の3年ぶり、井上芳雄・AKB48・ジェジュン・ジェニーハイ・ジャニーズWEST・東方神起・中川晃教・Hey! Say! JUMP・和田アキ子は2019年以来の2年ぶりの『FNS歌謡祭』の出演となった。
第1夜に松田聖子、第2夜に神田沙也加がそれぞれ出演して、親子が2週連続で単独出演した。
ラブライブ!シリーズ関係では、Aqoursが高海千歌役の伊波杏樹が舞台「僕のヒーローアカデミア」に出演したことと、国木田花丸役の高槻かなこが適応障害により活動休止中だったことから出演せず、代わりにLiella!が初めて出演した。なお、Liella!は2022年4月に新しいメンバーが加入したため、5人での出演はこれが最初で最後となった。
ジャニーズ事務所は前年同様に『2021 FNS歌謡祭 夏』に出演したグループは出演がなかったものの、King & Princeは岸優太がVS魂のメンバーとしてソロで出演した。
尚、前年に引き続き、体調不良で活動休止中のSexy Zoneのマリウス葉は出演を辞退した。さらに、本年は櫻坂46の小林由依と日向坂46の小坂菜緒も休養で活動休止中だったため同じく出演を辞退した。
AKB48の横山由依・久保怜音・西川怜・武藤十夢・谷口めぐ、乃木坂46の生田絵梨花・新内眞衣・星野みなみ・北野日奈子・樋口日奈・清宮レイ・掛橋沙耶香、櫻坂46の渡辺梨加・渡邉理佐・菅井友香、日向坂46の渡邉美穂・宮田愛萌・影山優佳・潮紗理菜・齊藤京子・高本彩花・加藤史帆・東村芽依・丹生明里・濱岸ひより・佐々木久美・佐々木美玲・高瀬愛奈・富田鈴花、EXILEの黒木啓司、Little Glee Monsterのmanakaにとって、各グループのメンバーとしては最後の『FNS歌謡祭』の出演となった。また、神田沙也加は出演した第2夜の放送日から10日後にあたる同年12月18日に急逝したため、同じく最後の『FNS歌謡祭』の出演となった。尚、当番組の出演が神田にとって生前最後のテレビ出演となった。

## 出演者

### 司会
- 相葉雅紀（嵐）
- 永島優美（当時：フジテレビアナウンサー）

### 出演アーティスト

#### 第1夜（出演アーティスト）
- AI
- aiko
- 蒼井翔太
- 生田斗真
- ウマ娘 プリティーダービー（サイレンススズカ役：高野麻里佳、トウカイテイオー役：Machico、シンボリルドルフ役：田所あずさ、マンハッタンカフェ役：小倉唯、テイエムオペラオー役：徳井青空、エアグルーヴ役：青木瑠璃子、ツインターボ役：花井美春）
- EXILE
- 大塚愛
- 岡本知高
- 上白石萌音
- 関ジャニ∞[注 56]
- 京本大我（SixTONES）
- 清塚信也
- KinKi Kids[15]
- King Gnu
- クリス・ハート
- 劇団四季『アナと雪の女王』
- 倖田來未
- 郷ひろみ
- 斎藤瑠希
- 櫻坂46
- 笹本玲奈
- さだまさし
- 三代目 J SOUL BROTHERS from EXILE TRIBE
- JO1
- JUJU
- Sexy Zone[注 57]
- DA PUMP
- DISH//
- 東方神起
- TOMORROW X TOGETHER
- 德永英明
- 中井さんと木梨くん（中井貴一、木梨憲武）
- なにわ男子
- NiziU
- 秦基博
- 浜崎あゆみ
- ハラミちゃん
- 日向坂46
- 平野綾
- ピンドン・ノリコ×マツコ・デラックス×ミッツ・マングローブ
- VS魂（相葉雅紀・風間俊介・佐藤勝利・藤井流星・岸優太・浮所飛貴）
- BoA
- 松田聖子
- 水樹奈々
- milet
- ももいろクローバーZ
- 薬師丸ひろ子
- 山崎育三郎
- YOASOBI
- LA DIVA（森山良子/平原綾香/新妻聖子/サラ・オレイン）[注 58]
- LiSA
- Little Glee Monster
- 緑黄色社会
- 和田アキ子
- 渡辺美里

太文字は当年のNHK『第72回NHK紅白歌合戦』に出場。
※五十音順

#### 第2夜（出演アーティスト）
- あいみょん
- [Alexandros]
- 石崎ひゅーい
- 井上芳雄
- 浦井健治
- AKB48
- A.B.C-Z
- ENHYPEN
- 加藤礼愛&北本莉斗（クセすごシンガー）
- KAT-TUN
- 上白石萌音
- 木梨憲武
- 木村弓
- Creepy Nuts
- 桑田佳祐
- 斉藤由貴
- 佐藤浩市×江口洋介×小澤征悦
- THE RAMPAGE from EXILE TRIBE
- 3時のヒロイン
- THE ALFEE
- J-JUN（ジェジュン）
- ジェニーハイ
- GENERATIONS from EXILE TRIBE
- ジャニーズWEST[注 59]
- SixTONES
- スピッツ
- sumika
- SEKAI NO OWARI
- Da-iCE
- T.M.Revolution
- 東京事変
- 東京スカパラダイスオーケストラ
- 所ジョージ[注 60]
- 中川晃教
- 乃木坂46
- 氷川きよし
- 平手友梨奈
- Hey! Say! JUMP
- MAN WITH A MISSION
- ミュージカル『刀剣乱舞』（鶴丸国永役：岡宮来夢、浦島虎徹役：糸川耀士郎、日向正宗役：石橋弘毅、豊前江役：立花裕大、松井江役：笹森裕貴、村雲江役：永田聖一朗）
- ミュージカル『フィスト・オブ・ノーススター〜北斗の拳〜』カンパニー（大貫勇輔、平原綾香、May'n、加藤和樹、小野田龍之介、伊礼彼方、上原理生、福井晶一、宮尾俊太郎、内木克洋、中野高志）
- ミュージカル『ボディガード』カンパニー（柚希礼音、新妻聖子、May J.）
- ミュージカル『マイ・フェア・レディ』カンパニー（朝夏まなと、神田沙也加、寺脇康文、別所哲也、相島一之、今井清隆）
- ムロツヨシ
- 森口博子
- 矢野顕子
- 安田章大（関ジャニ∞）
- 矢部浩之
- 山崎育三郎
- 優里
- Liella!（澁谷かのん役：伊達さゆり、唐可可役：Liyuu、嵐千砂都役：岬なこ、平安名すみれ役：ペイトン尚未、葉月恋役：青山なぎさ）[注 61]
- WANIMA

太文字は当年のNHK『第72回NHK紅白歌合戦』に出場。
※五十音順

### 音楽・演奏
- 武部聡志音楽団

音楽監督&Pf.：武部聡志／演奏：Dr. 村石雅行・鶴谷智生、Ba. 浜崎賢太、Gt. 鳥山雄司・福原将宣・遠山哲朗・植田浩二、Key. 清水俊也、MNP. 前田雄吾、Cho. 今井マサキ・加藤いづみ・佐々木詩織、Strings. 今野均ストリングス、SAX. 竹上良成、Tp. 長田朋宏、Tb. 鹿討奏、Harp. 朝川朋之、Cl. 大橋一徳・飯塚友里江、Fg. 森純一、Hr. 萩原顕彰

## セットリスト

### 第1夜（セットリスト）
| 順番 | アーティスト                                             | 楽曲                                                            |
| ---- | -------------------------------------------------------- | --------------------------------------------------------------- |
| 1    | 岡本知高                                                 | Boléro IV 〜New Breath〜 (2014)                                 |
| 2    | DA PUMP×クリス・ハート                                   | All I Want For Christmas Is You (1994/マライア・キャリー)       |
| 3    | ももいろクローバーZ                                      | 恋人がサンタクロース (1980/松任谷由実)                          |
| 4    | 秦基博                                                   | 泣き笑いのエピソード                                            |
| 5    | AI                                                       | アルデバラン                                                    |
| 6    | JO1                                                      | 僕らの季節                                                      |
| 7    | TOMORROW X TOGETHER                                      | 0X1=LOVESONG (I Know I Love You) feat. 幾田りら [Japanese Ver.] |
| 8    | KinKi Kids×Sexy Zone×なにわ男子                          | シンデレラ・クリスマス (1998/KinKi Kids)                        |
| 9    | 日向坂46                                                 | すてきなホリデイ (2001/竹内まりや)                              |
| 10   | Little Glee Monster                                      | 白い恋人達 (2001/桑田佳祐)                                      |
| 11   | BoA                                                      | メリクリ (2004)                                                 |
| 12   | NiziU                                                    | Take a picture                                                  |
| 13   | NiziU                                                    | Chopstick                                                       |
| 14   | 郷ひろみ×蒼井翔太                                        | 言えないよ (1994/郷ひろみ)                                      |
| 15   | 櫻坂46                                                   | 流れ弾                                                          |
| 16   | 斎藤瑠希×平野綾                                          | 本当のわたし (キャストメンバー)                                 |
| 17   | 劇団四季                                                 | 生まれてはじめて (2013/クリステン・ベル&イディナ・メンゼル)     |
| 18   | 京本大我×笹本玲奈                                        | Tonight (1957/キャストメンバー)                                 |
| 19   | 薬師丸ひろ子                                             | 探偵物語 (1983)                                                 |
| 20   | 中井さんと木梨くん                                       | ジグソーパズル                                                  |
| 21   | ウマ娘                                                   | ユメヲカケル!                                                   |
| 22   | 松田聖子                                                 | 瞳はダイアモンド (1983)                                         |
| 23   | 松田聖子                                                 | 私の愛                                                          |
| 24   | 東方神起                                                 | SURISURI［Spellbound］                                          |
| 25   | さだまさし×長屋晴子(緑黄色社会)                          | なごり雪 (1974/かぐや姫) (1975/イルカ)                          |
| 26   | 渡辺美里×水樹奈々                                        | Rain (1988/大江千里)                                            |
| 27   | 德永英明×JUJU                                            | ブルー・ライト・ヨコハマ (1968/いしだあゆみ)                    |
| 28   | 日向坂46                                                 | ってか                                                          |
| 29   | EXILE                                                    | ただ…逢いたくて (2005)                                          |
| 30   | EXILE                                                    | Someday (2009)                                                  |
| 31   | EXILE                                                    | Choo Choo TRAIN (1991/ZOO) (2003)                               |
| 32   | なにわ男子                                               | 初心LOVE                                                        |
| 33   | 山崎育三郎                                               | 誰が為                                                          |
| 34   | 德永英明×中島健人・菊池風磨(Sexy Zone)                   | 夢を信じて (1990/德永英明)                                      |
| 35   | 浜崎あゆみ                                               | 春よ、来い (1994/松任谷由実)                                    |
| 36   | YOASOBI                                                  | もう少しだけ                                                    |
| 37   | LA DIVA                                                  | Dynamite (2020/BTS)                                             |
| 38   | ピンドン・ノリコ×マツコ・デラックス×ミッツ・マングローブ | 命綱                                                            |
| 39   | 関ジャニ∞×生田斗真                                       | 稲妻ブルース (関ジャニ∞)                                        |
| 40   | 緑黄色社会×浦和学院高ソングリーダー部                    | Mela! (2020/緑黄色社会)                                         |
| 41   | 大塚愛×ハラミちゃん                                      | プラネタリウム (2005/大塚愛)                                    |
| 42   | 三代目 J SOUL BROTHERS                                   | Eeny, meeny, miny, moe! (2015)                                  |
| 43   | 三代目 J SOUL BROTHERS                                   | R.Y.U.S.E.I. (2014)                                             |
| 44   | Sexy Zone×秦基博                                         | 夏のハイドレンジア (Sexy Zone)                                  |
| 45   | 北村匠海(DISH//)×山崎育三郎                              | また逢う日まで (1971/尾崎紀世彦)                                |
| 46   | 上白石萌音                                               | 夢先案内人 (1977/山口百恵)                                      |
| 47   | LA DIVA                                                  | 時代 (1975/中島みゆき)                                          |
| 48   | LiSA                                                     | 明け星                                                          |
| 49   | VS魂                                                     | New Again! Again and Again!                                     |
| 50   | 倖田來未×AI                                              | BE MY BABY (1989/COMPLEX) (2010/倖田來未)                       |
| 51   | AI×倖田來未                                              | I Wanna Know (2006/AI)                                          |
| 52   | King Gnu                                                 | 一途                                                            |
| 53   | DISH//                                                   | 沈丁花                                                          |
| 54   | 関ジャニ∞                                                | 凛                                                              |
| 55   | 和田アキ子×JO1                                           | 古い日記 (1974/和田アキ子)                                      |
| 56   | aiko                                                     | 食べた愛                                                        |
| 57   | 水樹奈々×清塚信也                                        | 愛の星 (2013/水樹奈々)                                          |
| 58   | DA PUMP                                                  | Dream on the street                                             |
| 59   | milet                                                    | Fly High                                                        |
| 60   | JUJU                                                     | こたえあわせ                                                    |
| 61   | 浜崎あゆみ                                               | No way to say (2003)                                            |
| 62   | KinKi Kids                                               | 硝子の少年 (1997)                                               |
| 63   | KinKi Kids                                               | 愛のかたまり (2001)                                             |

### 第2夜（セットリスト）
| 順番 | アーティスト                                                       | 楽曲                                                       |
| ---- | ------------------------------------------------------------------ | ---------------------------------------------------------- |
| 1    | WANIMA×安田章大                                                    | ともに (2016/WANIMA)                                       |
| 2    | ミュージカル『フィスト・オブ・ノーススター〜北斗の拳〜』カンパニー | 心の叫び (キャストメンバー)                                |
| 3    | ミュージカル『フィスト・オブ・ノーススター〜北斗の拳〜』カンパニー | 愛をとりもどせ!! (1984/クリスタルキング)                   |
| 4    | SEKAI NO OWARI                                                     | バードマン                                                 |
| 5    | sumika                                                             | Jasmine                                                    |
| 6    | GENERATIONS                                                        | Make Me Better                                             |
| 7    | THE ALFEE×加藤礼愛&北本莉斗                                        | 星空のディスタンス (1984/ALFEE)                            |
| 8    | 山崎育三郎×3時のヒロイン                                           | 僕のヒロインになってくれませんか?                          |
| 9    | T.M.Revolution                                                     | WHITE BREATH (1997)                                        |
| 10   | A.B.C-Z                                                            | 火花アディクション                                         |
| 11   | 東京事変                                                           | 秘密 (2006)                                                |
| 12   | 乃木坂46                                                           | 最後のTight Hug                                            |
| 13   | ミュージカル『マイ・フェア・レディ』カンパニー                     | なぜ学ぼうとしない? (キャストメンバー)                     |
| 14   | ミュージカル『マイ・フェア・レディ』カンパニー                     | だったらいいな (キャストメンバー)                          |
| 15   | ミュージカル『マイ・フェア・レディ』カンパニー                     | 運がよけりゃ (キャストメンバー)                            |
| 16   | ミュージカル『マイ・フェア・レディ』カンパニー                     | 日向のひなげし (キャストメンバー)                          |
| 17   | ミュージカル『マイ・フェア・レディ』カンパニー                     | じっとしていられない (キャストメンバー)                    |
| 18   | ENHYPEN                                                            | Permission to Dance (BTS)                                  |
| 19   | ENHYPEN                                                            | Tamed-Dashed                                               |
| 20   | Creepy Nuts                                                        | のびしろ                                                   |
| 21   | 矢野顕子                                                           | ひとつだけ (1980)                                          |
| 22   | ミュージカル『刀剣乱舞』                                           | 刀剣乱舞 (キャストメンバー)                                |
| 23   | Liella!                                                            | 未来予報ハレルヤ!                                          |
| 24   | THE RAMPAGE                                                        | HEATWAVE                                                   |
| 25   | 佐藤浩市×江口洋介×小澤征悦                                         | 横浜ホンキートンク・ブルース (1980/原田芳雄)               |
| 26   | 優里                                                               | ベテルギウス                                               |
| 27   | MAN WITH A MISSION                                                 | Remember Me (2019)                                         |
| 28   | 森口博子                                                           | 水の星へ愛をこめて (1985)                                  |
| 29   | T.M.Revolution                                                     | INVOKE -インヴォーク- (2002)                               |
| 30   | [Alexandros]                                                       | 閃光                                                       |
| 31   | Hey! Say! JUMP                                                     | Sing-along                                                 |
| 32   | ジャニーズWEST                                                     | 進むしかねぇ                                               |
| 33   | 東京スカパラダイスオーケストラ×ムロツヨシ                          | めでたしソング                                             |
| 34   | 矢部浩之×石崎ひゅーい                                              | スタンドバイミー (矢部浩之)                                |
| 35   | 上白石萌音×木村弓                                                  | いつも何度でも (2001/木村弓)                               |
| 36   | 木梨憲武×所ジョージ                                                | 私は神様を知っている (2020)                                |
| 37   | 木梨憲武×所ジョージ×宇崎竜童                                       | 沖縄ベイ・ブルース (1976/ダウン・タウン・ブギウギ・バンド) |
| 38   | あいみょん                                                         | ハート                                                     |
| 39   | スピッツ                                                           | 大好物                                                     |
| 40   | SixTONES                                                           | Rosy                                                       |
| 41   | 優里                                                               | ドライフラワー (2020)                                      |
| 42   | 東京事変                                                           | 原罪と福音                                                 |
| 43   | 井上芳雄×浦井健治                                                  | Luck Be a Lady (キャストメンバー)                          |
| 44   | 中川晃教×花村想太(Da-iCE)                                          | 君の瞳に恋してる (キャストメンバー)                        |
| 45   | 柚希礼音×新妻聖子×May J.                                           | I Will Always Love You (1992/ホイットニー・ヒューストン)   |
| 46   | Da-iCE                                                             | DREAMIN' ON (2020)                                         |
| 47   | 氷川きよし                                                         | 限界突破×サバイバー (2017)                                 |
| 48   | J-JUN(ジェジュン)                                                  | セカンド・ラブ (1982/中森明菜)                             |
| 49   | 斉藤由貴×生田絵梨花(乃木坂46)                                      | 卒業 (1985/斉藤由貴)                                       |
| 50   | KAT-TUN                                                            | EUPHORIA                                                   |
| 51   | AKB48×野呂佳代                                                     | 根も葉もRumor (AKB48)                                      |
| 52   | 矢野顕子                                                           | 音楽はおくりもの                                           |
| 53   | ジェニーハイ                                                       | 夏嵐                                                       |
| 54   | 平手友梨奈                                                         | No Time To Die (2020/ビリー・アイリッシュ)                 |
| 55   | 桑田佳祐                                                           | SMILE〜晴れ渡る空のように〜                                |
| 56   | 桑田佳祐                                                           | Soulコブラツイスト〜魂の悶絶                               |

### VTR
FNS歌謡祭『飛天』名演集（第1夜）
- 松平健「マツケンサンバII」(2004) 『2004 FNS歌謡祭』より
- 矢島美容室「ニホンノミカタ -ネバダカラキマシタ-」(2008) 『2008 FNS歌謡祭』より
- 秋川雅史×宝塚歌劇団「千の風になって」(2006/秋川雅史) 『2007 FNS歌謡祭』より

## スタッフ

### 第1夜（スタッフ）
- 音楽監督：武部聡志
- 編成：長嶋大介
- 広報：北村桃子
- 協力：ハーフトーンミュージック
- 美術協力：フジアール、東宝舞台、ナカムラ綜美、エスケイシステム、興進電化、テルミック、京花園、東京特殊効果、山田かつら、東京TUBE
- 技術協力：fmt、共同テレビジョン、サンフォニックス、放映サービス、田中電設、共立、ワンツー・ワンツー、ピーシーライツ、東海テレビプロダクション、4-Legs、MTプランニング、digidelic
- 制作協力：E&W、デジタルスペック
- 制作：佐々木将、太田一平
- エグゼクティブプロデューサー：石田弘
- ゼネラルプロデューサー：中嶋優一
- 構成：山内浩嗣
- 制作進行：渡辺由貴
- 編集ディレクター：松本絵理、後藤悠樹、黒岩栄治、吉田誠
- 送出ディレクター：阪本玲以
- フロアディレクター：大野悟、花輪研斗、樋川優美
- プロデューサー：中村峰子、土田芳美、宇賀神裕子、後藤夏美、加藤万貴、早川和希
- 総合演出・プロデューサー：浜崎綾
- チーフプロデューサー：三浦淳
- 制作：フジテレビ編成制作局制作センター第二制作室
- 制作著作：フジテレビ

### 第2夜（スタッフ）
- 音楽監督：武部聡志
- 編成：長嶋大介
- 広報：北村桃子
- 美術協力：フジアール、東宝舞台、ナカムラ綜美、エスケイシステム、興進電化、テルミック、京花園、東京特殊効果、山田かつら、東京TUBE
- 技術協力：fmt、共同テレビジョン、サンフォニックス、放映サービス、田中電設、共立、ワンツー・ワンツー、ウエストワン、ピーシーライツ、東海テレビプロダクション、4-Legs、MTプランニング、digidelic
- 制作協力：ハーフトーンミュージック、E&W、デジタルスペック
- 制作：佐々木将、太田一平
- エグゼクティブプロデューサー：石田弘
- ゼネラルプロデューサー：中嶋優一
- 構成：山内浩嗣
- 制作進行：相場優衣子
- 送出ディレクター：阪本玲以
- 編集ディレクター：黒岩栄治、川上惇、吉田誠
- フロアディレクター：大野悟、松舘ちひろ、後藤悠樹、渡辺由貴
- プロデューサー：中村峰子、土田芳美、宇賀神裕子、後藤夏美、加藤万貴、早川和希
- ディレクター：浜崎綾、松永健太郎
- 総合演出：島田和正
- チーフプロデューサー：三浦淳
- 制作：フジテレビ編成制作局制作センター第二制作室
- 制作著作：フジテレビ

## 関連番組
- VS魂

当番組の司会を務める相葉雅紀がレギュラー出演しているバラエティ番組。
尚、本年は第1夜に番組にレギュラー出演する6人がアーティストとして出演した。
- 来週はFNS歌謡祭

同年11月27日 13:35 - 14:30に放送。
番組に出演する出演アーティストが自ら本年の企画・みどころを紹介したり、番組の制作の裏側やリハーサル風景を先取りで放送。
- FNS歌謡祭直前SP

当番組の放送の前週から2週にかけて4回にわたって、同年11月30日 0:25 - 0:35、12月1日 0:25 - 0:35、12月7日 0:25 - 0:35、12月8日 0:25 - 0:35で放送された事前番組。
司会を務める相葉が進行を務めて、番組に出演する出演アーティストとのインタビュー形式で本年の企画・みどころが紹介された。
- Love music

同年11月29日 1:05 - 2:05に「FNS歌謡祭 直前スペシャル!」と題して放送。
司会を務める永島アナが出演し、第1夜の披露楽曲・企画・みどころが詳しく紹介された。
尚、前年のように相葉が出演したり、同番組のMCの森高千里との対談は一切なかった。
同年12月6日 1:30 - 2:30には第2夜のみどころが詳しく紹介された。